# Авторадіографія
Авторадіогра́фія, радіоавтогра́фія — метод, за допомогою якого вивчають розподіл радіоактивних речовин, накладаючи на досліджуваний об'єкт чутливу до іонізуючого проміння фотоемульсію; радіоактивні речовини при цьому немовби самі себе фотографують.

## Джерело
- Мала гірнича енциклопедія : у 3 т. / за ред. В. С. Білецького. — Д. : Донбас, 2004. — Т. 1 : А — К. — 640 с. — ISBN 966-7804-14-3.